# 21 21 DESIGN SIGHT
21_21 DESIGN SIGHT (2007) is een tentoonstellingsgebouw op het terrein van Tokyo Midtown naar een ontwerp van Tadao Ando. 21_21 DESIGN SIGHT richt zich op design en verzorgt op dat gebied tentoonstellingen, lezingen en workshops. Het gebouw vormt samen met haar zustergebouw, dat een café herbergt, één architectonisch geheel.

## Naamgeving
De naam van de instelling is afgeleid van de Engelstalige uitdrukking 20/20 vision, wat duidt op goed of zelfs perfect zicht. 21_21 Design Sight betekent dus zoveel als beter dan perfect design (in-)zicht

## Architectuur
21_21 DESIGN SIGHT staat in een hoek van een landschapskundig vormgegeven tuin die het Tokyo Midtown gebouwencomplex als een groene gordel omringt, de Midtown Garden. Het gebouw bestaat uit een bovengrondse verdieping en een groter ondergronds deel. Het bovengrondse volume bestaat in grote lijnen uit een lange wand uitgevoerd in schoonbeton met daarboven een naar de tuin toe aflopend stalen dakvlak dat op de grond in een punt eindigt. De overige zijden zijn afgesloten door grote glazen wanden. Onder het dak bevindt zich de entree- en ontvangstruimte en een ruime vide, die leidt naar de benedenverdieping waar zich twee tentoonstellingsruimten bevinden. Direct naast de vide, achter de dubbelhoge glaswand, bevindt zich een verdiepte tuin waardoor de kelderverdieping een zeer sterke relatie met buiten heeft en een overvloed aan daglicht geniet.
In het materiaalgebruik is de voor Tadao Ando kenmerkende terughoudendheid betracht en is voornamelijk gebruikgemaakt van staal, glas en schoonbeton.
Aan de architect was de opdracht meegegeven een gebouw te ontwerpen dat Japan voorstelt.
21_21 DESIGN SIGHT vormt samen met een naastgelegen kleiner gebouw dat een café huisvest één architectonische ensemble.